# 玛洛·托马斯

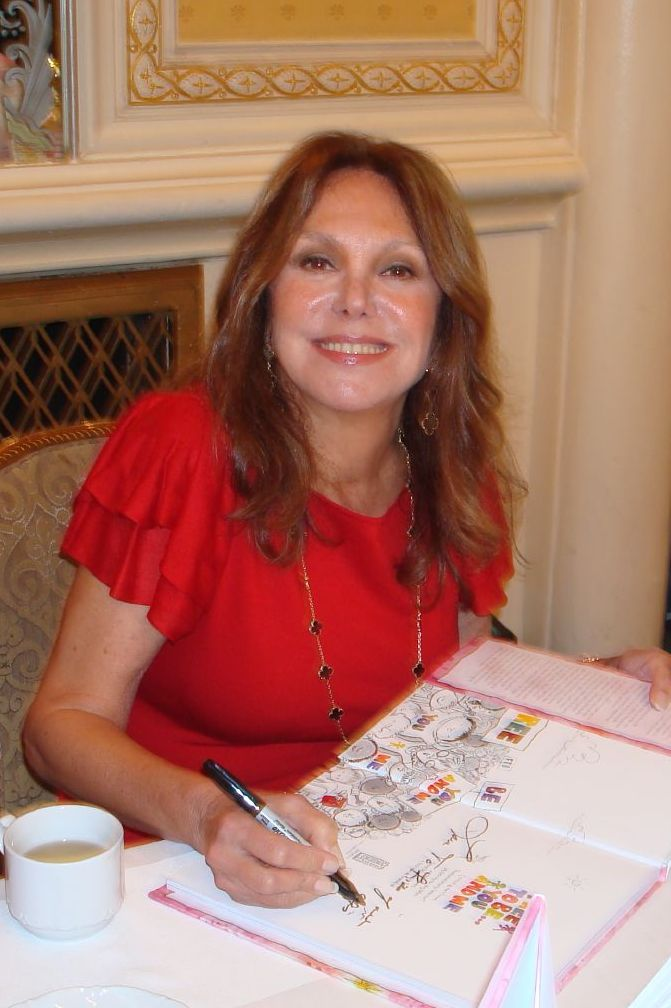
玛洛·托马斯

玛洛·托马斯（英語：Marlo Thomas，1937年11月21日—），美国女演员，丹尼·托马斯之女。曾获得黄金时段艾美奖迷你影集／电视电影最佳女主角。